# Zenatha Coleman
Zenatha Goeieman Coleman (Keetmanshoop, 25 de setembre de 1993) és una futbolista namíbia. Actualment juga com a extrema esquerra al Sevilla FC de la Primera Divisió d'Espanya.

## Trajectòria
Coleman va començar la seva carrera al JS Academy del seu país natal. El 2016 va fitxar pel Gintra universitetas, amb el qual va guanyar la lliga lituana d'aquell any i el següent.
El gener de 2018, va signar amb el Saragossa Club de Futbol, quedant lliure a final de temporada en descendir l'equip.
El 10 de juliol de 2018, el València CF oficialitza el fitxatge de la jugadora, fitxant pel Sevilla FC el 30 de juliol del 2020.